# Wir ham’ noch lange nicht genug
Wir ham’ noch lange nicht genug ist das sechste Studioalbum der deutschen Rockband Böhse Onkelz. Es erschien am 26. August 1991 bei dem Frankfurter Label Bellaphon Records.

## Entstehungsgeschichte
Bellaphon Records selbst war Vertriebspartner von Metal Enterprises. Die Vertragsunterzeichnung wurde am 1. Januar 1991 rechtsgültig. Durch den Label-Wechsel verbesserte sich die Klangqualität der Aufnahmen für das Album im Vergleich zu den vorherigen Alben, da die Plattenfirma über mehr finanzielle Mittel verfügte und man auf eine höherwertige technische Ausstattung zurückgreifen konnte. Die Band experimentierte mehr und baute Elemente verschiedener Musikstile ein, so dass dieses Album wiederum eine musikalische Weiterentwicklung darstellt.
Stephan Weidner trat erstmals selbst als Produzent eines Böhse-Onkelz-Albums in Erscheinung. Das Album wird von den Onkelz selbst als „Einstieg in die professionelle Phase“ gesehen.
Im Booklet zum Album richtete die Band eine Botschaft an ihre Fans und äußerte sich folgendermaßen zur medialen Kritik an der Band:

„Da uns die Öffentlichkeit und die Medien nicht die Möglichkeit geben, nur Teilwahrheiten verbreiten oder uns das Wort im Mund rumdrehen, wollen wir die Gelegenheit wahrnehmen, um Euch einiges über uns und den Verlauf unserer Karriere zu erzählen. Waisenknaben sind wir bestimmt nicht, und wir sind uns bewußt, Dinge gesagt und getan zu haben, die starke Kontroversen hervorgerufen haben. Darunter auch Äußerungen, die wir so nicht mehr nachvollziehen können. Die Reaktion der Medien steht aber in keinem Verhältnis zu dem, was wirklich war. Wir haben uns zu keinem Zeitpunkt als faschistische Band gefühlt, obwohl uns dies bis heute unterstellt wird. Der einzig positive Aspekt an dem Widerstand, der uns bis heute entgegengebracht wird, ist der, daß unsere Freundschaft und der Zusammenhalt in der Band verstärkt wurde. Genauso gefestigt hat sich, in unseren Augen, auch der Zusammenhalt zwischen Euch und uns. Wir wissen von den Schwierigkeiten, die Ihr habt, wenn Ihr Euch zu uns bekennt. Wir sind uns aber sicher, daß wir eines Tages diese vorgefertigten Meinungen und Lügen über uns die Kraft nehmen! Danke für Eure Unterstützung“

Wir ham’ noch lange nicht genug rief bei Fachmagazinen positive Resonanzen hervor, erreichte bei Erstveröffentlichung allerdings keine Chartplatzierung.

## Covergestaltung
Das Albumcover ist, wie auch schon das Cover von Kneipenterroristen, ein Bild aus den Watchmen-Comics. Dieses zeigt den Ausschnitt einer blutüberströmten Uhr. Im oberen Bereich befindet sich der Schriftzug Böhse Onkelz, am unteren Rand steht der Titel wir ham’ noch lange nicht genug. Bemerkenswert an dem Bild ist, dass der Zeichner des Comics zweimal die römische Ziffer für zwölf eingearbeitet hat – einmal an der richtigen Stelle und einmal dort, wo eigentlich die Elf stehen sollte.

## Titelliste
| #  | Titel                                 | Länge |
| -- | ------------------------------------- | ----- |
| 1  | Wir ham’ noch lange nicht genug       | 4:52  |
| 2  | Eine dieser Nächte                    | 4:17  |
| 3  | Das ist mein Leben                    | 4:14  |
| 4  | Nur die Besten sterben jung           | 3:58  |
| 5  | Ganz egal                             | 5:10  |
| 6  | Zieh’ mit den Wölfen                  | 4:08  |
| 7  | Zeig’ mir den Weg                     | 3:57  |
| 8  | Das erste Blut                        | 3:52  |
| 9  | Wieder mal ’nen Tag verschenkt        | 4:07  |
| 10 | Ach, Sie suchen Streit                | 3:11  |
| 11 | 3′52″ (CD-Bonus)                      | 3:51  |
| 12 | Wir sind immer für euch da (CD-Bonus) | 4:01  |
| 13 | Wir sind nicht allein (CD-Bonus)      | 4:22  |
| 14 | Lt. Stoned (CD-Bonus)                 | 3:12  |

## Informationen zu einzelnen Liedern
Nur die Besten sterben jung

Cover der Single
Nur die Besten sterben jung

Mit Nur die Besten sterben jung widmeten die Onkelz ihrem ermordeten Freund Andreas „Trimmi“ Trimborn einen Song, nachdem sie ihm schon das Vorgängeralbum Es ist soweit gewidmet hatten. Einer Studie zufolge ist „Nur die Besten sterben jung“ in den neuen Bundesländern die am häufigsten in den Todesanzeigen von jungen Leuten zu lesende Zeile.
Ganz egal
Das Lied Ganz egal handelt erneut vom Fall Trimborn: Es ist dem Mörder von Trimborn gewidmet und drückt die Wut und die Trauer darüber aus, dass dieser aus Sicht der Band nicht gerecht bestraft wurde.
Wieder mal ’nen Tag verschenkt
Wieder mal ’nen Tag verschenkt ist die erste richtige Ballade der Onkelz. Das Lied handelt von der Eintönigkeit im Leben und den Versuchen, aus dieser auszubrechen. An der Komposition beteiligte sich Toningenieur Achim Schnall. Das Klavier wurde von Frank Spannaus eingespielt. Von dem Song gibt es seit ihrer Best-of-Veröffentlichung 2001 auch eine Rock-Version, welche ganz ohne Klavier auskommt. Auf ihrer letzten Tour im Jahre 2004 ließen sie jeweils die Fans entscheiden, welche Version sie spielen sollten.
Ach, Sie suchen Streit
Die Hammond-Orgel wurde von Fred Bauer von der Rockband New Deal eingespielt.
3′52″
Das Instrumental ist ein Bonustrack für die CD-Version des Albums. Die zweite Gitarre wurde von Achim Schnall bedient. Der Titel leitet sich von der Spielzeit des Songs ab, allerdings wird ebendiese auf der CD mit 3:51 angegeben. Das Stück dient auf dem Live-Album Live in Vienna als Intro.
Wir sind nicht allein
Dieser Song handelt von außerirdischem Leben. Laut Stephan Weidner schrieb er diesen Song für Kevin Russell, weil dieser zur Entstehungszeit in einen regelrechten UFO-Wahn verfallen war. Am Ende des Songs ist die Fünf-Noten-Melodie zu hören, mit der die Aliens in dem Film Unheimliche Begegnung der dritten Art von Steven Spielberg Kontakt mit den Menschen aufnehmen. Diese Melodie stammt vom Filmmusiker John Williams. Auch hier wurden die Keyboards wieder von Achim Schnall eingespielt.

## Chartplatzierungen
Nach Wiederveröffentlichung auf Schallplatte Anfang 2021 erreichte Wir ham’ noch lange nicht genug Platz 12 der deutschen Albumcharts. Zur Erscheinungszeit konnte es sich nicht in den Charts platzieren.

## Verkaufszahlen und Auszeichnungen
Wir ham’ noch lange nicht genug wurde 1997 für mehr als 250.000 verkaufte Einheiten in Deutschland mit einer Goldenen Schallplatte ausgezeichnet. Damit ist es das am frühesten veröffentlichte Album der Gruppe, das eine Schallplattenauszeichnung erhielt.

## Rezeption
| Professionelle Bewertungen | Professionelle Bewertungen |
| -------------------------- | -------------------------- |
| Kritiken                   |                            |
| Quelle                     | Bewertung                  |
| Rock Hard                  | [ 4 ]                      |
| Metal Hammer               | [ 5 ]                      |

Der Mannheimer Journalist Mike Seifert vom Musikmagazin Rock Hard bewertete das Album 1991 mit acht von zehn möglichen Punkten. Er schrieb:

„Musikalisch vielfältig wie wohl noch nie, zeigt sich das Frankfurter Quartett ausgereift, ideenreich und handwerklich äußerst versiert. Zehn starke Songs (auf CD vier mehr, darunter zwei wirklich hörenswerte Instrumental-Titel) voller Emotion, melodiebewußt und erstklassig hard'n'heavy, textlich eigentlich unkontrovers (vom Deflorationslied 'Das erste Blut' vielleicht mal abgesehen), sauber produziert und mitunter genial arrangiert (beispielsweise das balladeske 'Wieder mal 'nen Tag verschenkt') - da kann man nichts dran mäkeln. Stilistisch oft Motörhead (Gesang) meets Rose Tattoo meets AC/DC (der Anfang von 'Zeig' mir den Weg' hat durchaus was von 'Live Wire'), aber auch mal wie eine Kreuzung aus Hendrix und Uriah Heep bei dem psychedelischen Instrumental 'Lt. Stoned', ein völlig bekifftes Teil, langweilig wird's einem bei diesem Album nicht. Es gibt vielmehr ständig auf die Omme und macht an, bringt treibende Riffs, bluesige Soli und dreckige Hammond-Sounds ('Ach, sie suchen Streit'). Tadellos gut. Acht fette Punkte.“

Rainer Funk vom Musikmagazin Metal Hammer bewertete das Album am 1. Oktober 1991 mit sechs von sieben möglichen Punkten. Er schrieb:

„Wieder mal ist es den Onkelz gelungen, Hymnen am laufenden Vinylmeter zu komponieren. Eingängige Refrains mit dem gewissen Etwas, eingebettet in ein dreckig brachiales Rock 'n Roll Korsett, das unzweifelhaft Einflüsse von AC/DC und insbesondere Rose Tattoo aufweist, jedoch weit mehr darstellt als nur das deutschsprachige Plagiat obiger Combos. Darüber hinaus beinhaltet die Scheibe einige echte Überraschungsmomente, wie etwa die stimmungsvolle Ballade „Wieder mal ein Tag verschenkt“, in der ausnahmslos Akustikinstrumente zum Einsatz kommen. Textlich huldigen die vier Frankfurter dem typischen „Onkelz Way of Life“: Man besingt die persönlichen Erlebnisse („Eine dieser Nächte“), feiert sichs selbst (Titelsong) und feuert Breitseiten gegen die journalistischen Heckenschützen ab („Zeig' mir den Weg“).“